# Aleksei Kólessov
Aleksei Kólessov (en rus: Алексей Колесов) (27 de setembre de 1984) és un ciclista kazakh que fou professional del 2005 al 2008. Del seu palmarès destaca el Tour de l'Azerbaidjan.

## Palmarès
- 2004
  - 1r al Tour de l'Azerbaidjan i vencedor d'una etapa